# Novooleksandrivka
Pour les articles homonymes, voir Novoalexandrovsk.
Novooleksandrivka (en ukrainien : Новоолександрівка, en russe : Новоалександровка, Novoalexandrovka) est un village du raïon de Starobilsk, dans l'oblast de Louhansk, en Ukraine. Ce village est notamment connu pour héberger un haras, le haras Novoaleksandrovsky n°64. Sa population au recensement de 2001 était de 1 128 habitants. 

## Histoire
Le village est fondé en 1823, lors de l'établissement du haras national russe. Il couvre une superficie de 4,05 km².
La population de Novooleksandrivka a souffert pendant l'holodomor, un génocide commis par le gouvernement de l'URSS en 1932-1933 ; le nombre de victimes identifiées est de 48 personnes.
À la fin des années 1960, le village possédait un lycée et une bibliothèque. Le code postal est le 92823, le code téléphonique 6466, et le code KOATUU (uk) -4420688801.

## Population
Selon le recensement de 2001, la population du village était de 1 128 personnes, dont 36,88 % ont indiqué avoir l'ukrainien comme langue maternelle, 62,77 % le russe, et 0,35 % une autre langue.
Novooleksandrivka est le village de naissance de Maria Kemarska Semenivna (Кемарська Марія Семенівна), zootechnicienne honorée par l'URSS, qui est l'une des fondatrices de la race de chevaux nommée Novoalexandrovsk d'après le village.

## Économie

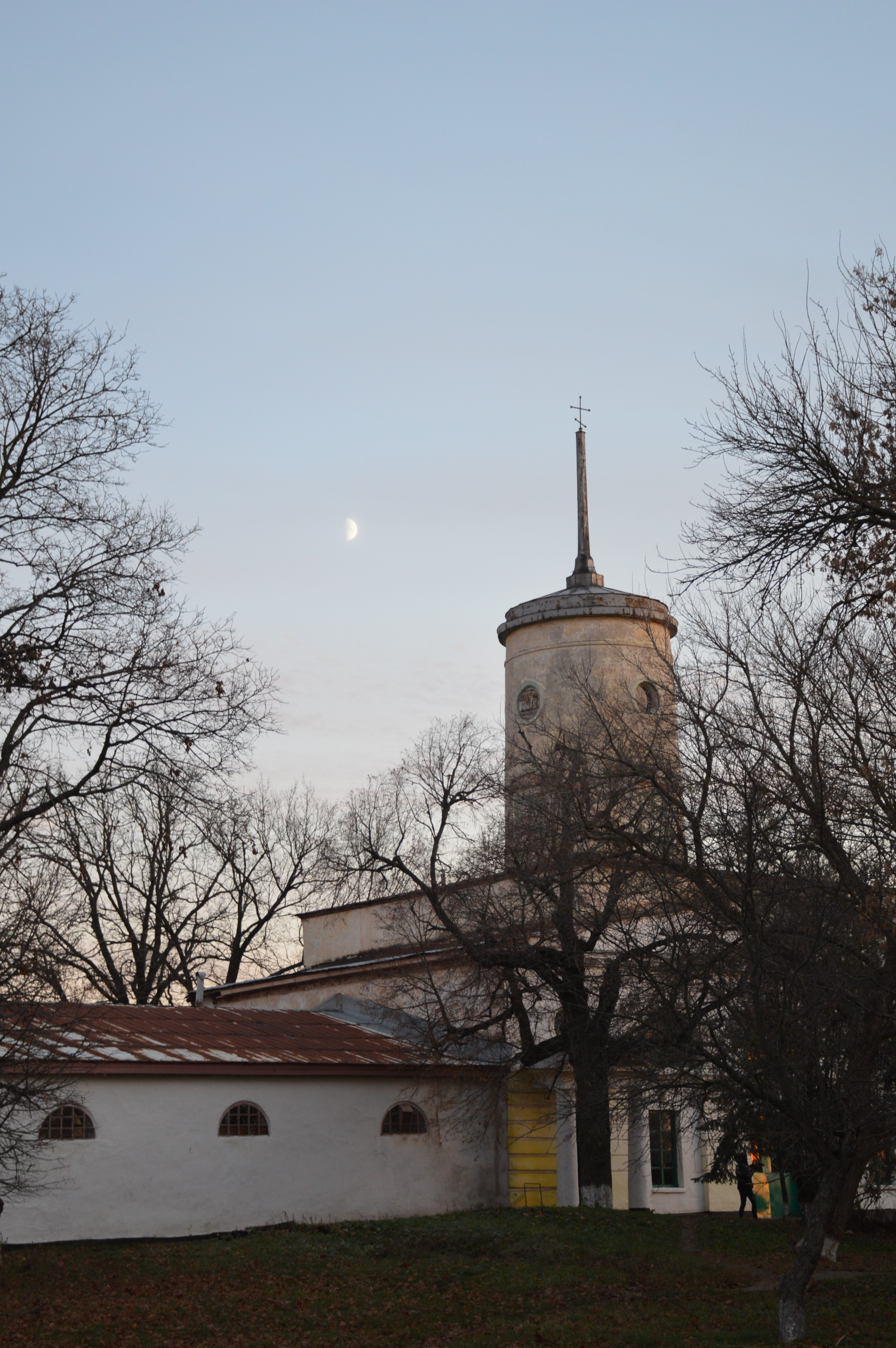
Haras de Novoalexandrovsk en 2021.

Le haras n°64 de Novooleksandrivka reste un élément important de l'économie locale.